# 内側側副靱帯
内側側副靭帯（ないそくそくふくじんたい、medial collateral ligament; MCL）は、大腿骨（太ももの骨）と脛骨（すねの骨）を結ぶ靭帯である。